# Liste der Notenbanken in Indien

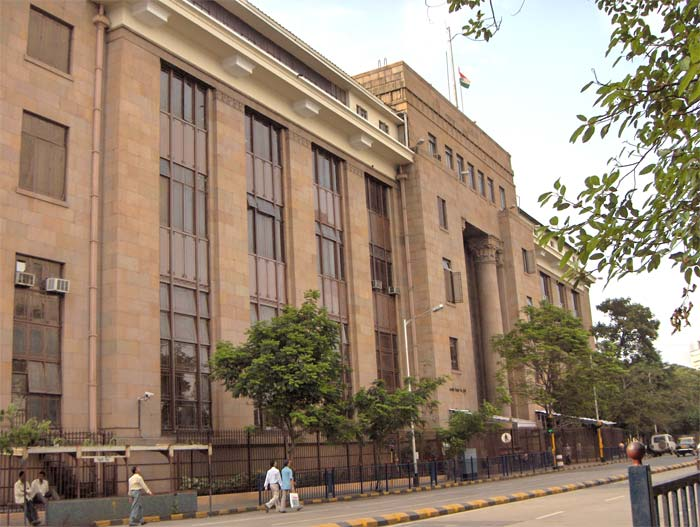
“Reserve Bank of India,” Filiale Bombay

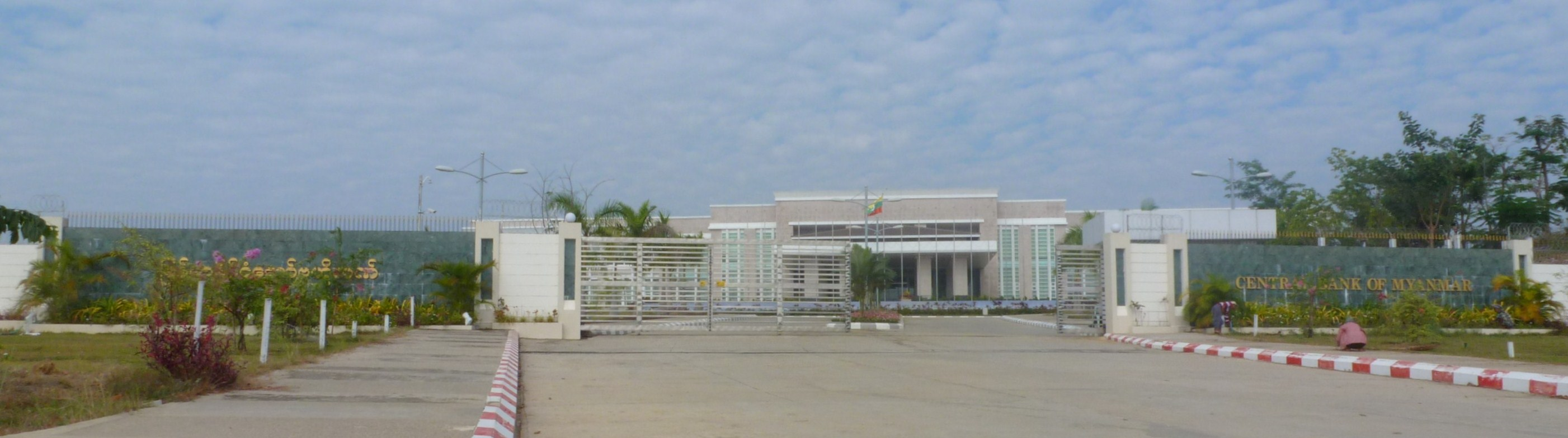
Hauptsitz der “Central Bank of Myanmar” (2011)

Verzeichnet sind in dieser Liste indischer Notenbanken, diejenigen Kreditinstitute und staatlichen Stellen, die ab ca. 1800 in Indien, das hier als geographische Region zu verstehen ist, Banknoten emittiert haben.

## Seit der Unabhängigkeit

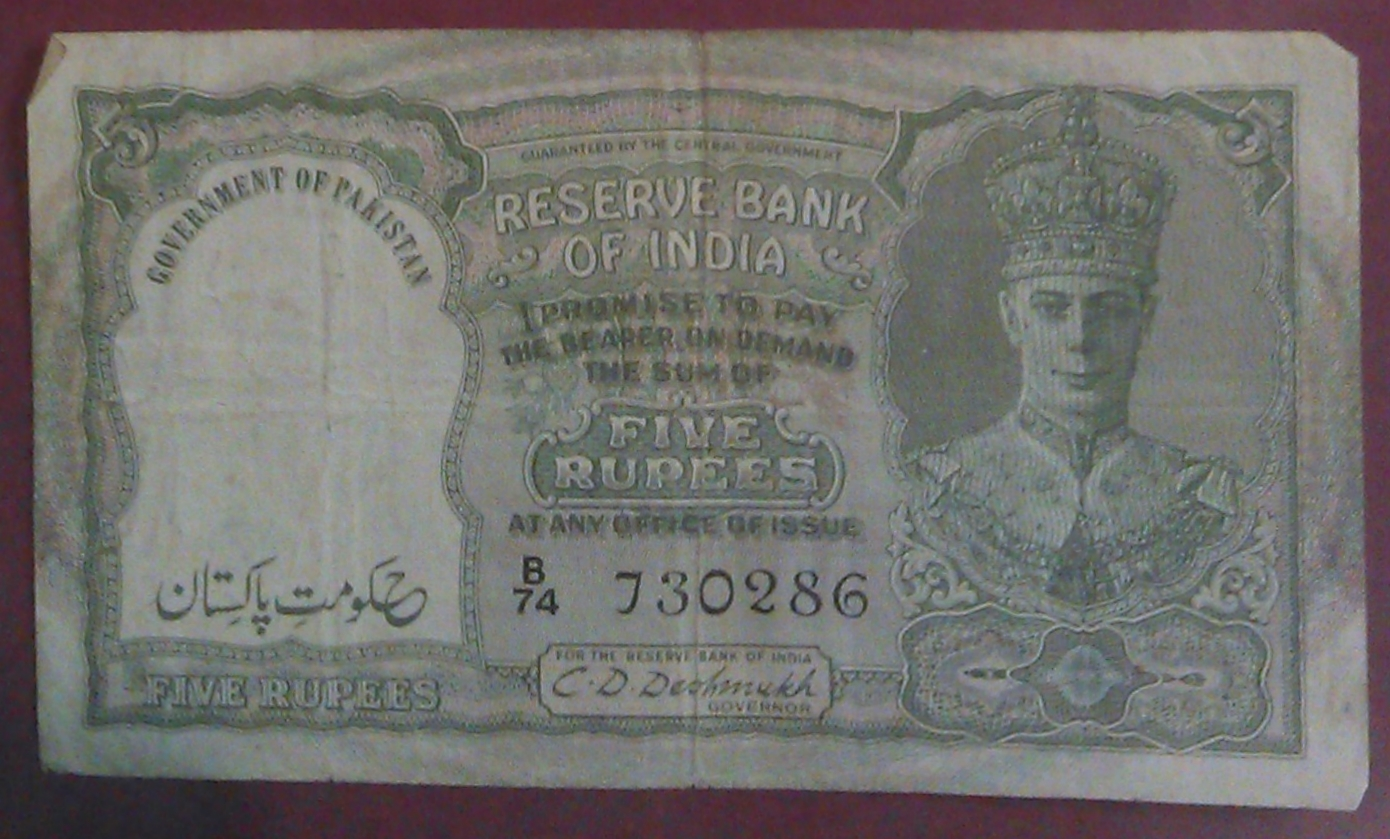
5 Rs. Reserve Bank of India für Pakistan

In den Nachfolgestaaten Britisch-Indiens haben folgende Zentralbanken Notenprivileg:
- Bhutan: Royal Monetary Authority of Bhutan ist zuständig für die Emission des Ngultrum.
- Birma (Myanmar): Seit 1. April 1937 gab es die Birmanische Rupie, 1941–45 japanisches Besatzungsgeld, die Burma State Bank emittierte erste Kyat-Noten 1944. 1990 gründete man die Central Bank of Myanmar.
- Indische Union: Reserve Bank of India, gegründet 1935, verstaatlicht 1949, ist Emissionsbank der indischen Rupie (₹).
- Malediven: Maldives Monetary Authority, die De-facto-Zentralbank emittiert die Rufiyaa (offiziell „Malediven-Rupie“).
  - Republik Suvadiva (1959–63), scheint keine eigene Währung gehabt zu haben.
- Nepal: Nepal Rastra Bank, gegr. 1955/6, emittiert die Nepalesische Rupie.
- Pakistan: State Bank of Pakistan, emittiert die Pakistanische Rupie
  - Bangladesh (1947–71: Ost-Pakistan): Bangladesh Bank, gegr. 1971, emittiert den Taka (৳); Scheine bis 2 Tk. das Finanzministerium.
- Sri Lanka: Central Bank of Sri Lanka, gegr. 1950, emittiert die Sri-Lanka-Rupie.

Indische Rupien galten bis zur Einführung der Golf-Rupie auch bis 1959 am kolonisierten Persischen Golf (Bahrain, Katar, Kuwait, Oman, Trucial States), dem Protektorat Aden und im Sultanat von Shihr und Mukalla (bis 1951).

## Kolonialzeit 1861–1947

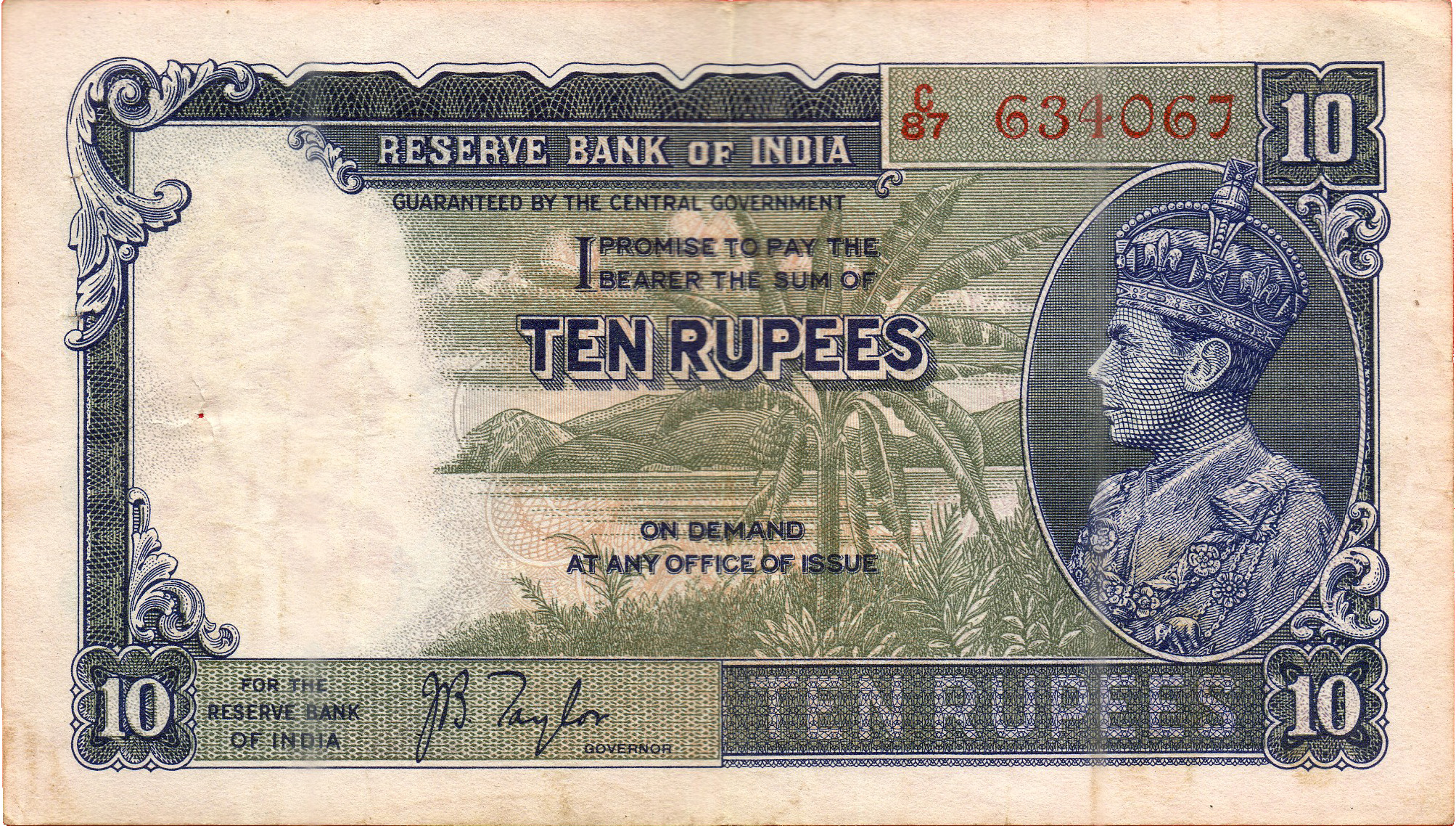
10 Rs. Reserve Bank of India (1937–43)

Die ersten Banknoten mit dem Porträt Königin Victorias emittierte das Government of India 1861. Zwischen 1872 und 1927 blieb das Design der Scheine, nun ohne Porträt, praktisch unverändert. 1917 begann die Ausgabe von Scheinen mit dem Bild Georg V. Etwa ein Viertel der Ausgabe solcher Ein-R.-Scheine wurde in Heftchen zu 25 in Verkehr gebracht. Seit 1937 liegt das Notenprivileg bei der Reserve Bank of India. Allerdings wurden Ein-R.-Scheine ab 1940 wieder von der Regierung ausgegeben.
Für Französisch-Indien emittierte die Banque de l’Indochine seit 1875 Noten.
Für den Estado da Índia, gemeinhin Portugiesisch-Indien, hatte, wie für alle Kolonien, seit 1864 die Banco Nacional Ultramarino das Notenprivileg, eine erste Rupien-Serie druckte man jedoch erst 1906; kleinere Scheine gab davor die Junta de fazenda bzw. das Governo Geral heraus. Die siebte und letzte Serie der Bank für Indien war in Escudos denominiert, dabei gab es auch ungewöhnliche Werte wie 30, 60 und 300 Esc.

## Geschäftsbanken
Die Kolonialverwaltung gestattete bis 1862 die Ausgabe von Banknoten durch Privatbanken. Bis 1957 galt die Stückelung 1 Rupie = 16 Anna. 1 Anna = 4 Pice (= Paisa) zu je 3 Pies.
- Asiatic Bank, gegr. 1804, ausgegebene Noten mit paralleler Wertangabe in Star Pagoda und Arcot Rupee

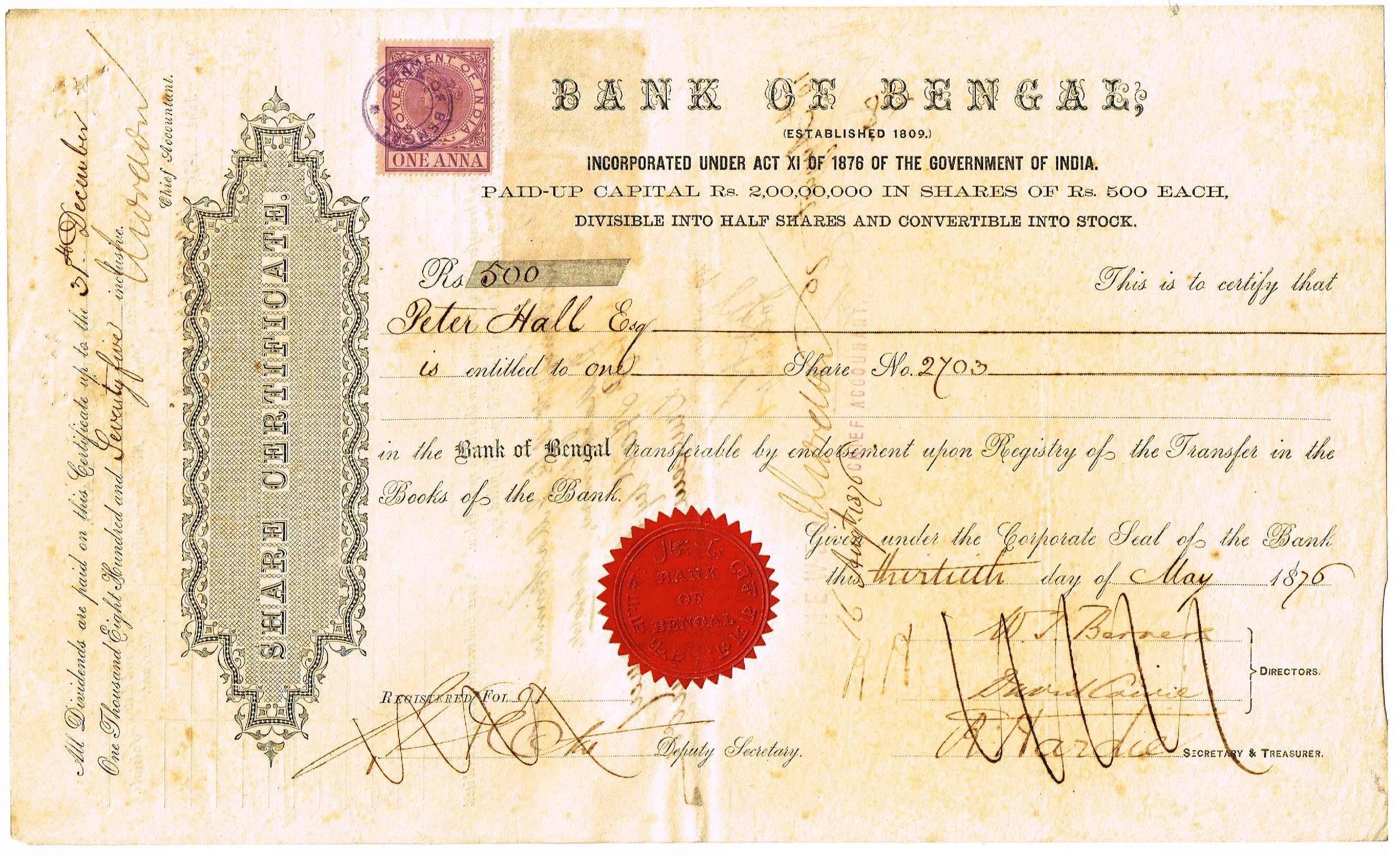
Aktie der Bank of Bengal vom 13. Mai 1876

- Bank of Bengal (Vorläufer: Bank of Calcutta, gegr. 1806. Nachfolgeinstitut: State Bank of India), gegr. 1809, zahlreiche Serien, bis 1834 denominiert in Sicca Rupien, danach bis 1857 in Company Rupees, dann Rupee.
- Bank of Bombay, 1840–61. (Nachfolgeinstitut: 1921 Imperial Bank of India, seit 1955 State Bank of India)
- Bank of Hindostan, Geschäftsbetrieb 1770-183, Sicca-Noten ab 1820
- Bank of Madras, Geschäftsbetrieb ab 1843, Noten seit 1845. (Vorläufer ab 1806: Madras Government Bank. Nachfolgeinstitut: 1921 Imperial Bank of India, seit 1955 State Bank of India)
- Bank of Western India, Geschäftsbetrieb 1842–45, emittierte 1844 nur eine 5-Rs.-Note.
- Calcutta Bank, Geschäftsbetrieb 1824–29[1]
- Commercial Bank, Geschäftsbetrieb 1819–31
- Commercial Bank of India, Geschäftsbetrieb ab 1845, nur 10 Rs.
- Oriental Bank (Bombay), Noten 1845
- Union Bank, Geschäftsbetrieb 1829–45

- Nur für ihre chinesischen Filialen emittierten die
  - Asiatic Banking Corporation, gegr. um 1860, bankrott 1866. Hauptsitz Colombo.
  - Chartered Bank of India, Australia & China, (nach Fusion 1969: Standard Chartered). 1859–90 zusätzlich Dollar in Perak.
  - Chartered Mercantile Bank of India, London and China, (gegr. 1853 als Mercantile Bank of Bombay. 1857 umbenannt).

## Fürstenstaaten

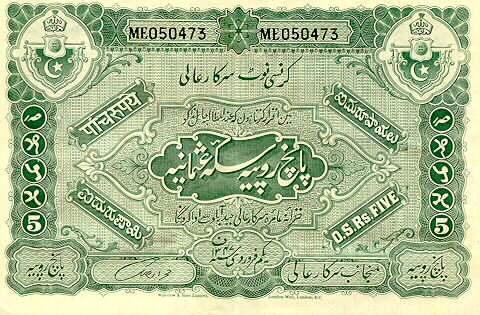
5 Hyderabad-Rupien

Vor Einstellung der „freien“ Silberprägung im Juni 1893 brachten zahlreiche unter Protektorat stehendes Ländereien eigene Münzen heraus, dies ist jeweils bei den Anmerkungen der Liste indischer Fürstenstaaten vermerkt. Nur wenige dieser übten ihr Münzregal bis 1947 aus. Lokales Kleingeld war teilweise abweichend gestückelt.
- Jammu und Kashmir: 1876 sogenannte Sri Kar Temple Tokens.
- Kutch (Kathiawar Agency), brachte 1946 Münzen denominiert in Kori heraus, es existieren Banknotenmuster.
- Hyderabad war der einzige Fürstenstaat mit eigener Währung. Der Kurs der Hyderabad-Rupie war im Verhältnis 7 HR zu 6 iRs fixiert. Eigenes Papiergeld gab es 1916–52.
- Sikkim: Der halb-unabhängige Staat brachte 1947–75 keine eigenen Noten heraus, Münzen gab es in vorkolonialer Zeit bis 1889.[2]

## Not- und Sondergeld
Die Jhalawad Bank in  Dhrangadhra überdruckte im Ersten Weltkrieg Schecks mit festen Werten. Das Schatzamt des Ländchens emittierte 1918 Scheine zu 5 und 50 Rs.
Einige Teeplantagenbetreiber brachten in Assam in den 1930er Jahren firmeneigenes Kleingeld heraus, so Doomoor Dulling und Lakmijan, das regional umlief.

### Zweiter Weltkrieg

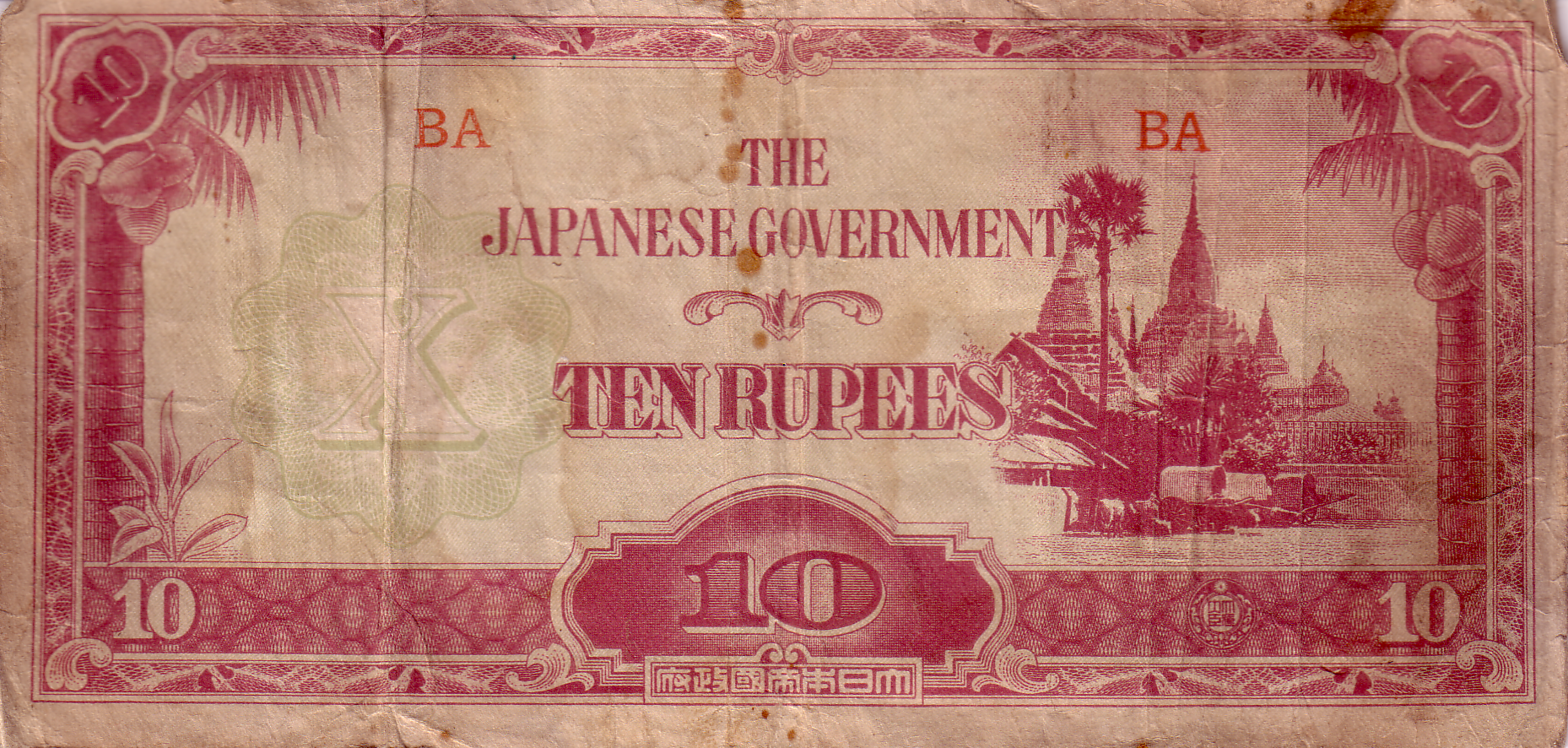
Japanisches Besatzungsgeld in Birma, 10 Rs. (ca. 1942)

Zahlreiche Fürstenstaaten gaben vermehrt ab 1943 sogenannte Cash Coupons heraus; teilweise zirkulierten zu diesem Zweck Stempelsteuer-Marken. Die Werte waren gering, oft nur Paisa, selten mehr als 4 Anna (= ¼ R.)
Ausgaben der Azad Hind Bank der Exilregierung von Subhash Chandra Bose dienten nur Propagandazwecken.
Khadi-Hundi der frühen 1950er ähnelten zeitgenössischen Banknoten, sie hatten jedoch ein Verfallsdatum und waren, obwohl frei übertragbar, zum Kauf von Khadi bestimmt. Ebenso ähneln die Spendenquittungen der Gandhi Smarak Nidhi-Sammlung 1947-9 Banknoten.
Speziell für Mekka-Pilger gab die Reserve Bank in den 1950ern Noten heraus, die neben dem Namen des Instituts den Vermerk Haj trugen. Deren Seriennummer beginnt mit HA.